# Marten Treffer

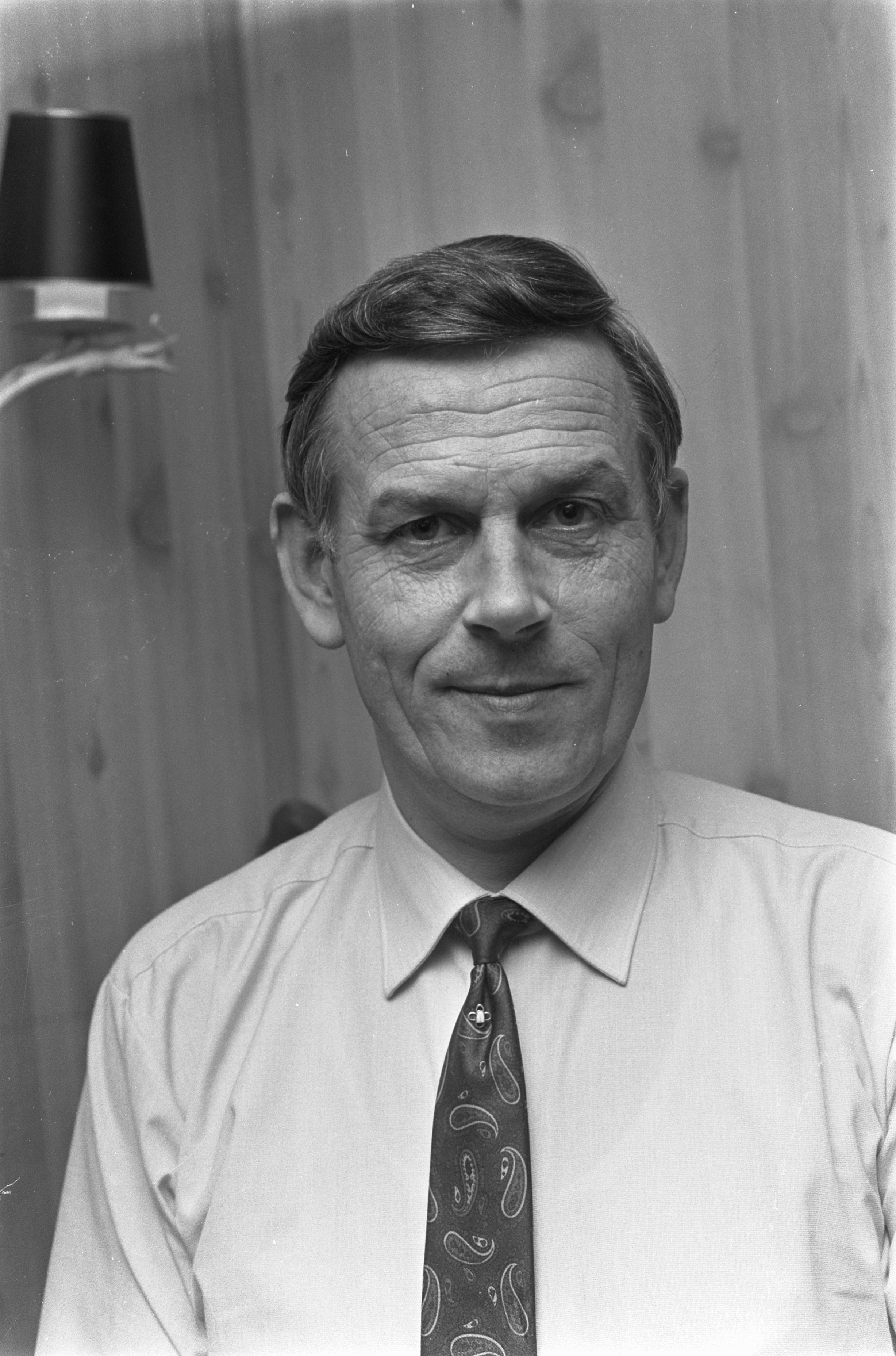
Marten Treffer in 1969.

Marten Treffer, pseudoniem van Marten Visser (Amsterdam, 14 augustus 1923 – Amsterdam, 9 januari 1975), was een Nederlands schrijver. Hij was tevens rechercheur bij de Centrale Recherche aan het hoofdbureau van politie in Amsterdam en zijn boeken waren gebaseerd op zijn ervaringen als politiefunctionaris. Hij had succes met zijn politieromans. Verschillende verhalen werden verwerkt tot hoorspelen en televisieseries en die werden uitgezonden door de NCRV en de KRO.
Onder het pseudoniem Vic  Martin schreef Visser cursiefjes in een lokale Amsterdamse krant.